# New Place
New Place era un edificio storico di Stratford-upon-Avon, ricordato per essere stata l'ultima residenza di William Shakespeare nonché il luogo in cui egli morì nel 1616. Benché la struttura originaria non esista più, oggi l'area in cui sorgeva, che è di proprietà dello Shakespeare Birthplace Trust, venne trasformata in un giardino e adibita ad area turistica.

## Storia

### Origini
Stando a delle ceramiche risalenti all'età del ferro lì rinvenute, l'attuale sito di New Place apparteneva in origine a un lotto di terreno di una fattoria esistita fra il 700 a.C.-43 d.C. New Place venne costruita nel 1483 sulle fondamenta di un ex edificio in legno del XIII secolo da Sir Hugh Clopton, un ricco mercante londinese, e Lord Mayor, ed era originariamente collocata fra l'angolo tra Chapel Street e Chapel Lane. Essa era la seconda abitazione più grande della città, era composta di legno e mattoni (che erano allora una novità a Stratford), aveva dieci camini, cinque frontoni, e dei terreni abbastanza grandi da contenere due fienili e un frutteto.
Nel 1496, Sir Hugh Clopton lasciò New Place nel suo testamento al pronipote William Clopton I ("mio cugino William Clopton") e agli eredi maschi della signoria dei Clopton. Nel suo testamento, Guglielmo Clopton I (morto il 29 maggio 1521) concesse a sua moglie Rose (morta il 17 agosto 1525) un usufrutto della proprietà, e volle che, dopo la morte di lei, essa venisse ceduta al figlio Guglielmo Clopton II. Dopo aver visitato stratford nel 1540, John Leyland, dedicò una descrizione di New Place, che egli definì praty house of Bricke and tymbre wherm he lived in his latter dayes and dyed. Durante il mese di novembre del 1543, William Clopton II prese in affitto la proprietà per quarant'anni dal chirurgo Thomas Bentley (d.1549), il quale aveva permesso a sua moglie l'usufrutto della proprietà quando divenuta vedova. Dopo un periodo di vedovanza, Anne si risposò con Richard Charnock, e William Clopton II riprese possesso di New Place. Da sua moglie Elizabeth Grey, figlia di Sir Edward Gray di Enville (Staffordshire), William Clopton II ebbe un figlio, William Clopton III (1537–1592), al quale lasciò New Place tramite testamento nel 1560. Il 20 dicembre 1563, William Clopton III decise di vendere New Place in quanto faticava a pagare le doti per le sorelle e a proseguire i suoi viaggi in Italia. Il suo nuovo proprietario era William Bott, che vi risiedeva già da diversi anni. Nel 1567 la struttura venne acquistata da William Underhill I (c. 1523 - 31 marzo 1570), avvocato della società dell'Inner Temple, impiegato d'assise a Warwick, e detentore di vari importanti immobili del Warwickshire.

### Vendita a Shakespeare
Dopo la morte di Underhill, avvenuta nel 1570, New Place passò a suo figlio William Underhill II (d.1597), che nel 1597 lo vendette a William Shakespeare per 60 sterline. William Underhill II morì avvelenato da Fulke Underhill, suo figlio maggiore ed erede, due mesi dopo aver preso possesso dell'edificio. Secondo alcune fonti, Fulke Underhill morì durante il mese di maggio del 1598 quando era ancora minorenne e prima che venisse scoperto il suo crimine. Secondo altri, Fulke Underhill fu invece impiccato nel 1599 per l'omicidio e condannato per reato, pertanto ogni sua proprietà, fra cui New Place, venne ceduta alla Corona. Nel 1602, la Corte dello Scacchiere nominò una commissione per "ottenere un resoconto dei possedimenti del criminale Fulke Underhill di Fillongley della contea di Warwick, che aveva tolto la vita a suo padre, William Underhill, usando il veleno". Quando il fratello minore di Fulke, Hercules, raggiunse la maggiore età nel 1602, egli poté appropriarsi degli immobili che appartenevano un tempo a suo padre e che erano state sequestrate dalla Corona, e vendette New Place a Shakespeare.

### Dopo la morte di Shakespeare

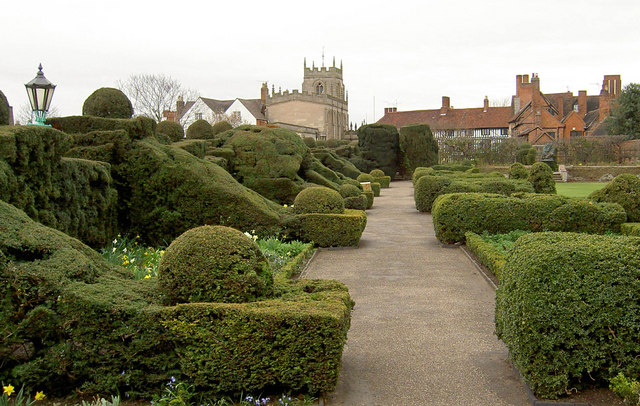
I giardini di New Place (2008)

Nel 1616, anno della morte del drammaturgo, la casa passò a sua figlia Susanna Hall, e poi a sua nipote, Elizabeth Hall, che si era da poco risposata dopo la morte del suo primo marito, Thomas Nash, proprietario della casa accanto. Dopo la morte di Elizabeth, la casa fu restituita alla famiglia Clopton.
Nel 1756 l'allora proprietario reverendo Francis Gastrell, infastidito dai visitatori, distrusse un gelso nel giardino che risulta piantato da Shakespeare. In rappresaglia, i cittadini distrussero le finestre dell'edificio. Gastrell tentò di far ampliare il giardino, ma la sua domanda venne respinta e le tasse sulla sua proprietà vennero aumentate. Per vendetta, Gastrell fece demolire la casa nel 1759. Tale gesto alimentò l'astio dei cittadini di Stratford verso Gastrell, ed egli fu costretto ad abbandonare la città.
Gli scavi archeologici avvenuti nei terreni della Nash's House furono inizialmente effettuati nel 1862 e nel gennaio 1864 su iniziativa di James Orchard Halliwell-Phillipps. Quando essi furono terminati, le rovine vennero coperte da un giardino. Tuttavia, fra il 2010 e il 2012, la Birmingham Archaeology avvierà nuovi scavi e farà rimuovere le aree del giardino che celavano le fondamenta dell'originaria New Place.
Nel 1876 lo Shakespeare Birthplace Trust acquisì New Place e la Nash's House.